# Musculus metanoto-sternalis
Musculus metanoto-sternalis, mięsień IIIdvm1, (pl. mięsień zapleczo-piersiowy) – mięsień występujący w tułowiu niektórych owadów.
Mięsień należący do grupy "mięśni grzbietowo-brzusznych" (ang. dorso-ventral muscles), położony w zatułowiu. Początek bierze u nasady metafurca (widełek sternalnych zatułowia), po wewnętrznej stronie zapiersia i przyczepia do zaplecza.
U ważek mięsień ten zaczepia się do tylno-bocznej krawędzi wyniosłości drugiej pary skrzydeł, dystalnie od musculus metanoto-trochantinalis. Wyraźnie widoczny jest u żagnicy południowej (Aeshna affinis) i Cordulegaster bidentatus. Nie występuje natomiast u szablaka zwyczajnego (Sympetrum vulgatum).
U nogoprządek z gatunku Antipaluria caribbeana mięsień ten jest mniejszy niż musculus mesonoto-sternalis. Wychodzi z części zapiersia przed widełkami sternalnymi i przyczepia się do przedniej części zaplecza.